# Thommy Ten

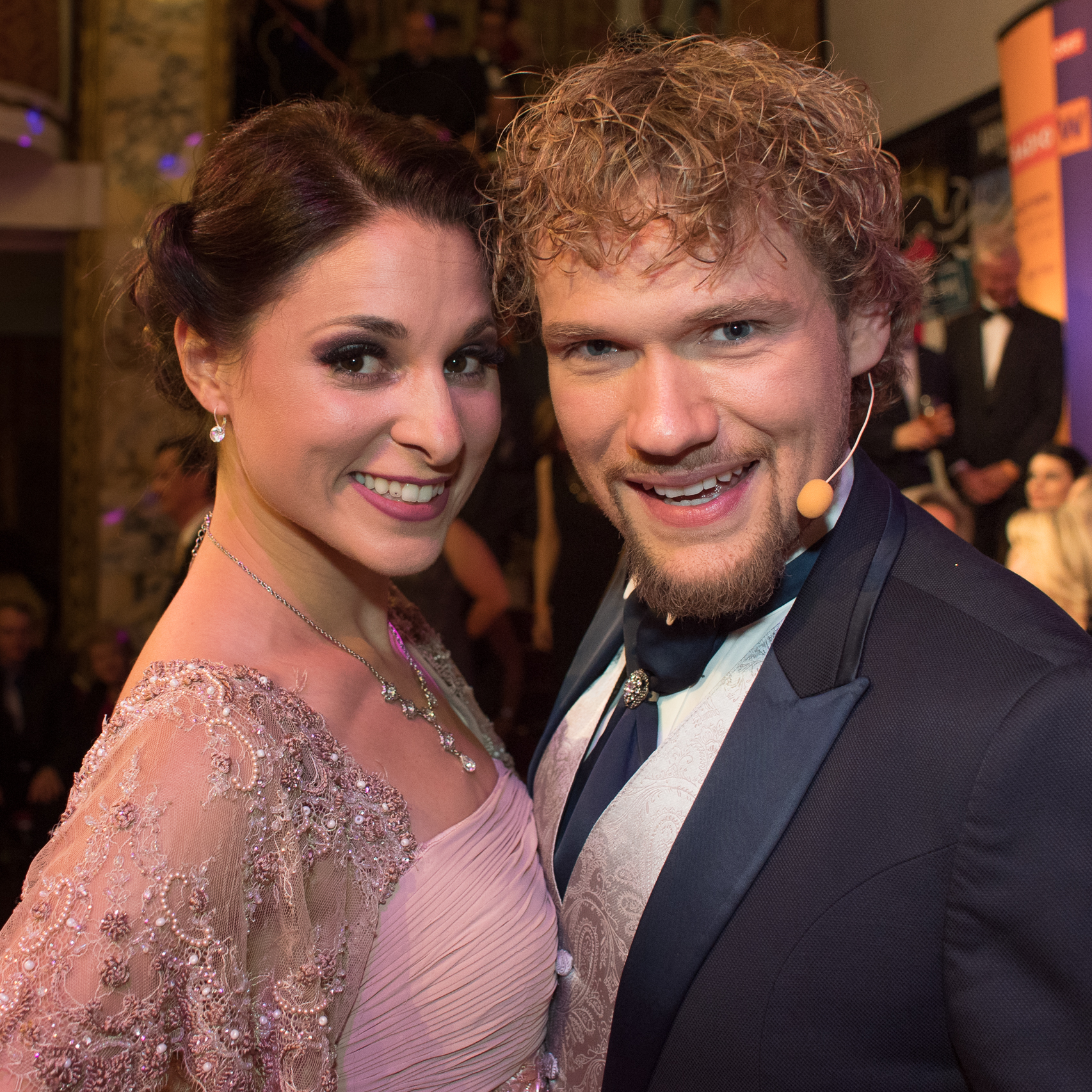
Amélie van Tass und Thommy Ten 2017

Thommy Ten (* 19. Juni 1987 in St. Pölten als Thomas Höschele) ist ein Zauberkünstler und Autor.

## Leben
Ten wurde in St. Pölten geboren und wohnt in Krems an der Donau und München. Im Alter von zehn Jahren bekam er sein erstes Zauberbuch und seinen ersten Zauberkasten geschenkt. Mit zwölf Jahren wurde er jüngstes Mitglied in der magischen Vereinigung Die magische Zehn/Niederösterreich sowie im Magischen Ring Austria und im Magischen Zirkel von Deutschland. Obwohl bei letzterem die Aufnahmebedingungen ein Mindestalter von 16 Jahren vorschreiben, wurde für ihn eine Ausnahme gemacht. Bei den Österreichischen Staatsmeisterschaften der Zauberkunst, gelang es ihm, mit 13 Jahren den Titel „Österreichischer Meister der Juniorenmagie“ verliehen zu bekommen.
Seit seiner Ausbildung im Kommunikationsbereich in Wien arbeitet er international als Profizauberkünstler. Er arbeitet zusammen mit seinen Regisseuren Gaston und Georg Büttel. Mit seinem Act „Romantic“ gewann Ten Im Jahr 2010 den Titel „Österreichischer Meister in der Sparte Erfindungen“ für seine kreativen und neuartigen Techniken. Ein Jahr später wurde er mit diesem Act auch „Deutscher Meister der Mentalmagie“.
Medienpräsenz schaffte er durch seine TV-Auftritte bei Die große Chance auf ORF eins. Hier schaffte er es bis ins Halbfinale. Seit 2011 arbeitet er auch mit seiner Partnerin Amélie van Tass zusammen.
Im Jahr 2012 traten Ten und Amélie van Tass mit ihrem Act „feingefühl“ bei Das Supertalent auf. Im Mai 2013 gewannen sie mit ihrem Act den Gesamtsieg bei den Vorentscheidungen zur Deutschen Meisterschaft der Zauberkunst. Frank Elstner lud sie nach den Vorentscheidungen in seine Sendung Menschen der Woche ein, um diesen Act live zu präsentieren.
2014 spielten Ten und van Tass auf dem Kreuzfahrtschiff Norwegian Getaway.
Bei den 26. Weltmeisterschaften der Zauberkunst in Rimini (Italien) gelang es Thommy Ten zusammen mit seiner Partnerin Amélie van Tass, den ersten Platz in der Sparte „Mentalmagie“ zu erreichen, somit ist er „Weltmeister der Mentalmagie 2015“. In dieser Kategorie war dreißig Jahre kein erster Platz gekürt worden.
Bei der elften Staffel der NBC-Talenteshow America’s Got Talent erreichten sie als The Clairvoyants (deutsche Übersetzung Die Hellseher) 2016 den zweiten Platz. Ende 2016 traten sie als erstes europäisches Zauberduo am Broadway in New York City auf.
Ebenfalls 2016 waren sie in der Fernsehsendung The Next Great Magician auf ITV zu sehen. Im Februar 2017 starteten sie eine Tournee durch Österreich, Deutschland und die Schweiz. Im August 2017 waren sie am Frequency-Musikfestival auf der „LOL Stage“ zu sehen.
Ab 2021 sind sie Headliner bei der Show „America’s Got Talent – Las Vegas Live“ in Las Vegas.
Am 30. Oktober 2022 haben Thommy Ten und Amélie van Tass in Las Vegas geheiratet. Das erste Kind des Paares, ein Sohn, wurde am 20. November 2024 geboren.
Ab 3. März 2024 in St. Pölten zeigen sie ihre Show 3-fach Verzaubert in Österreich.
Im Musikvideo zur Single Zirkusprinz von Pizzera & Jaus, das im Oktober 2024 veröffentlicht wurde, sind Thommy Ten und Amélie van Tass als Zauberkünstler zu sehen.

## TV-Shows (Auszüge)
- Puma Werbespot Hollywood (Puma, 2009)
- Die große Chance – Das Casting (ORF eins, 2011)
- Die große Chance – Das Halbfinale (ORF eins, 2011)
- Das Supertalent (RTL, 2012)
- Explosiv – Das Magazin (RTL, 2012)
- Frank Elstner – Menschen der Woche (SWR, 2013)
- Stefan Raab – TV total (PRO 7, 2014)
- Stefan Raab – TV total (PRO 7, 2015)
- America’s Got Talent (NBC, 2016)

## Auszeichnungen
- 1. Platz in der Sparte Juniorenmagie (2001)
- Österreichischer Meister der Juniorenmagie (2001)
- Österreichischer Meister in magischen Erfindungen (2010)
- Sieger der Sparte Mentalmagie bei den österreichischen Meisterschaften (2010)
- Deutscher Meister der Mentalmagie (2011)
- Top 3 der Mentalmagie bei den Weltmeisterschaften der Zauberkunst (2012)
- 1. Platz in der Sparte Mentalmagie bei den Vorentscheidungen zur deutschen Meisterschaft der Zauberkunst (2013)
- Gesamtsieg bei den Vorentscheidungen zur deutschen Meisterschaft (2013)[13]
- Deutscher Meister der Mentalmagie (2014–2017)[14]
- Weltmeister der Mentalmagie (2015–2018)[15]
- Magier des Jahres 2015 des Magischen Zirkel von Deutschland[16]
- Academy of Magical Arts-Award 2017 mit Amélie van Tass als erstes europäisches Paar[17]
- Mandrake d’Or 2020[18]
- Ehrenmedaille des Landes Niederösterreich (2022)[19]

## Veröffentlichungen
- Am 13. August 2013 erschien das Buch Zauberkunst lernen mit Thommy Ten im Holzbaum Verlag, welches von zehn Kunststücken seiner ersten Zaubershow handelt, die anhand von zehn Geschichten aus seinem Leben erzählt werden.[20]
- 2019 mit Amélie van Tass: „Die Magie der Verbindung. Wie man Menschen verzaubert und für sich begeistert.“ Rowohlt Polaris, Hamburg, ISBN 978-3-499-63462-8